# حنا فرای
حنا فرای (انگلیسی: Hannah Fry؛ زادهٔ ۲۱ فوریهٔ ۱۹۸۴) ریاضی‌دان، سخنران عمومی، و پدیدآور اهل بریتانیا است. تحقیقات وی روی الگوهای رفتاری انسان‌ها مانند قرار گذاشتن و نحوه کار ریاضی روی این الگوهاست.